# Луций Атидий Корнелиан (консул 182 г.)
Луций Атидий Корнелиан (на латински: Lucius Attidius Cornelianus) e политик и сенатор на Римската империя през 2 век.

## Биография
Произлиза от фамилията Атидии – Корнелии и е вероятно син на Луций Атидий Корнелиан (суфектконсул 151 г. и 162 г. управител на провинция Сирия).
През 182 г. Корнелиан е суфектконсул заедно с Аврелиан.